# Иллюзия осязания
Иллюзии осязания (телесные иллюзии, тактильные иллюзии) — мультимодальные феномены, возникающие в соматосенсорной сфере в результате моделирования особых условий восприятия.

## Примеры иллюзий осязания
- Иллюзия Аристотеля: небольшой шарик, помещенный между скрещенными указательным и средним пальцами, воспринимается как два разных шарика
- Иллюзия Шарпантье: Если поднимать два одинаковых по весу, но различных по объёму предмета, то меньший воспринимается как более тяжелый.
- Иллюзия резиновой руки

## История изучения
Старейшей из известных иллюзий осязания является иллюзия Аристотеля, суть которой заключается в том, что, если между двумя скрещенными пальцами руки (указательным и средним или другими) поместить маленький круглый предмет (например, горошину), то возникает ощущение прикосновения не одного, а двух объектов. Иллюзия усиливается от легкого скольжения скрещенных пальцев по объекту. Известны упоминания об этом феномене в XVII—XIX вв.
Изучение и конструирование телесных иллюзий началось с эксперимента, в котором была создана иллюзия резиновой руки [Botvinick, Cohen, 1998]. Классическое исследование, по принципу которого строятся многие последующие, выглядит следующим образом: перед испытуемым на столе лежит резиновая модель руки, а реальная рука испытуемого спрятана от него за экраном, и он не может её видеть. При этом резиновая и реальная руки расположены параллельно друг другу. Экспериментатор двумя идентичными кисточками синхронно прикасается к этим рукам. После нескольких минут стимуляции испытуемый начинает ощущать, что прикосновения локализуются на поверхности резиновой руки, а также у него возникает чувство обладания искусственной конечностью, будто она является его частью тела.
По состоянию на 2016 год изучением телесных иллюзий занимаются ряд ученых в разных странах мира, используя современные методы регистрации перцептивных реакций, в частности — путём измерения электрической активности кожи.

## Феноменология телесных иллюзий
Причины возникновения иллюзий осязания являются основным предметом исследования психологов и физиологов, с каждым новым экспериментом уточняются и открываются новые механизмы соматоперцепции, лежащие в основе тех или иных телесных иллюзий. На данный момент среди причин выделяют:
- константность восприятия
- многоканальность восприятия (человеческий мозг создает образ объекта, используя все возможные каналы восприятия, обрабатывая информацию по каждому из них для получения целостного образа)

## Применение в клинической и психологической практике
Исследования телесных иллюзий помогают объяснять физиологические и когнитивные механизмы восприятия собственного тела, что имеет важное значение для:
- создания адекватных с психологической точки зрения способов протезирования утраченных частей тела с использованием современных технологий (интерфейс мозг-компьютер, бионические протезы, аллотрансплантанты и т. п.), а также усовершенствования биологического тела у здоровых людей, нуждающихся в этом (например, военных), за счет увеличения мышечной силы с помощью экзоскелетов или добавления новых конечностей (роботизированных, бионических и т. п.).
- помощи людям, потерявшим конечности в части борьбы с фантомными болями
- оказания помощи больным соматоагнозией, соматопарафренией и т. п.[1]